# Anton Adolph Friedrich Seweloh
Anton Adolph Friedrich von Seweloh (Hanôver, c. 1800 — Rio de Janeiro, ca. 1876) foi um militar alemão.
Em 1814, como cadete, assistiu à Batalha de Waterloo, em 1817 foi promovido a tenente.
Tenente do exército de Hanôver, veio ao Brasil, não por razões econômicas como a maioria dos imigrantes, mas por uma desilusão amorosa com uma nobre local, cuja família não aprovava o casamento. Tendo pedido baixa e partido antes de aprovado seu pedido.
Embarcado no navio Caroline, como comandante do transporte, chegou ao Rio de Janeiro em 23 de setembro de 1825 num grupo de 192 colonos, 60 soldados e 30 oficiais, entre eles Carl Schlichthorst que escreveu um livro sobre suas impressões do Brasil.
Enviado a Montevidéu, então parte da província brasileira da Cisplatina, trabalhou na fortificação da ilha Martin Garcia. Depois enviado à Rio Grande também para fortificar o porto.
Na Guerra Cisplatina serviu no 27º Batalhão de Caçadores do Corpo de Estrangeiros, foi ajudante de ordens do Marquês de Barbacena e o acompanhou nos campos de batalha. Escreveu um diário de campanha que foi depois transformado em livro.
Também participou da primeira expedição de Georg Heinrich von Langsdorff pelo interior do Mato Grosso, Amazonas, terminando no Pará em 1828. Acompanhou Langsdorff desmemoriado de volta à Alemanha. Ao chegar a Hanôver foi preso e acusado de deserção. Após um processo longo foi libertado com ajuda do cônsul brasileiro Antônio de Meneses Vasconcelos de Drummond.
Voltou ao Brasil em 1831 com passaporte brasileiro, mas a Lei de 24 de novembro de 1830 havia excluído do exército todos os brasileiros que não haviam participado da Guerra de Independência do Brasil.
Em 1842 retornou ao exército no posto de tenente-coronel do Corpo de Engenheiros. Em 1843 foi enviado ao Amapá para fazer o levantamento dos rios entre o Oiapoque e o Amazonas.
Em 4 de novembro de 1843 foi demitido do exército. Em 1858 era professor de línguas no Rio de Janeiro, onde viveu miseravelmente até 1876.

## Obras
- Reminiscência da Campanha de 1827 Revista IHGB - Tomo XXXVII página 399 em diante